# Estación de Küngoldingen
La estación de Küngoldingen es una estación ferroviaria de la comuna suiza de Oftringen, en el Cantón de Argovia.

## Historia y situación
La estación de Küngoldingen fue inaugurada en el año 1877 se inauguró la línea Zofingen - Lenzburg - Wettingen por parte del Schweizerischen Nationalbahn (SNB). En 1902 la compañía pasaría a ser absorbida por SBB-CFF-FFS.
Se encuentra ubicada en las afueras del núcleo urbano de Oftringen, a casi dos kilómetros al sureste del centro urbano. Cuenta con un andén lateral al que acceden una vía pasante.
En términos ferroviarios, la estación se sitúa en la línea Zofingen - Wettingen. Sus dependencias ferroviarias colaterales son la estación de Zofingen, inicio de la línea y la estación de Walterswil-Striegel en dirección Wettingen.

## Servicios ferroviarios
Los servicios ferroviarios de esta estación están prestados por SBB-CFF-FFS.

### S-Bahn Argovia
En la estación efectúan parada los trenes de una línea perteneciente a la red S-Bahn Argovia:
- S 28 Zofingen - Suhr – Lenzburg

1. Trenes cada 30 minutos de lunes a viernes. Sábados, domingos y festivos trenes cada 60 minutos en ambos sentidos